# St. Gallus (Zürich-Schwamendingen)

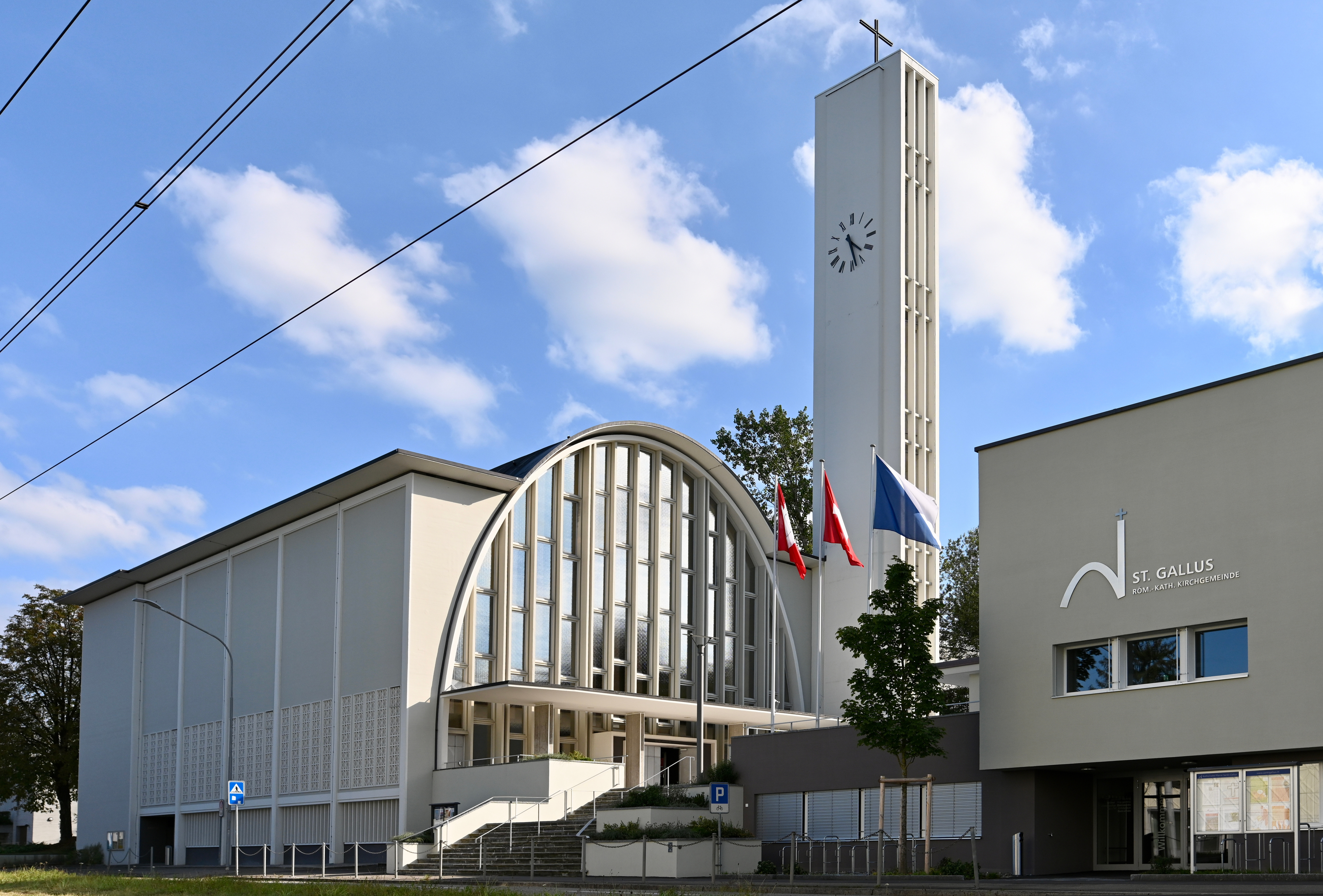
Römisch-katholische Pfarrkirche St. Gallus, Ansicht von der Dübendorfstrasse

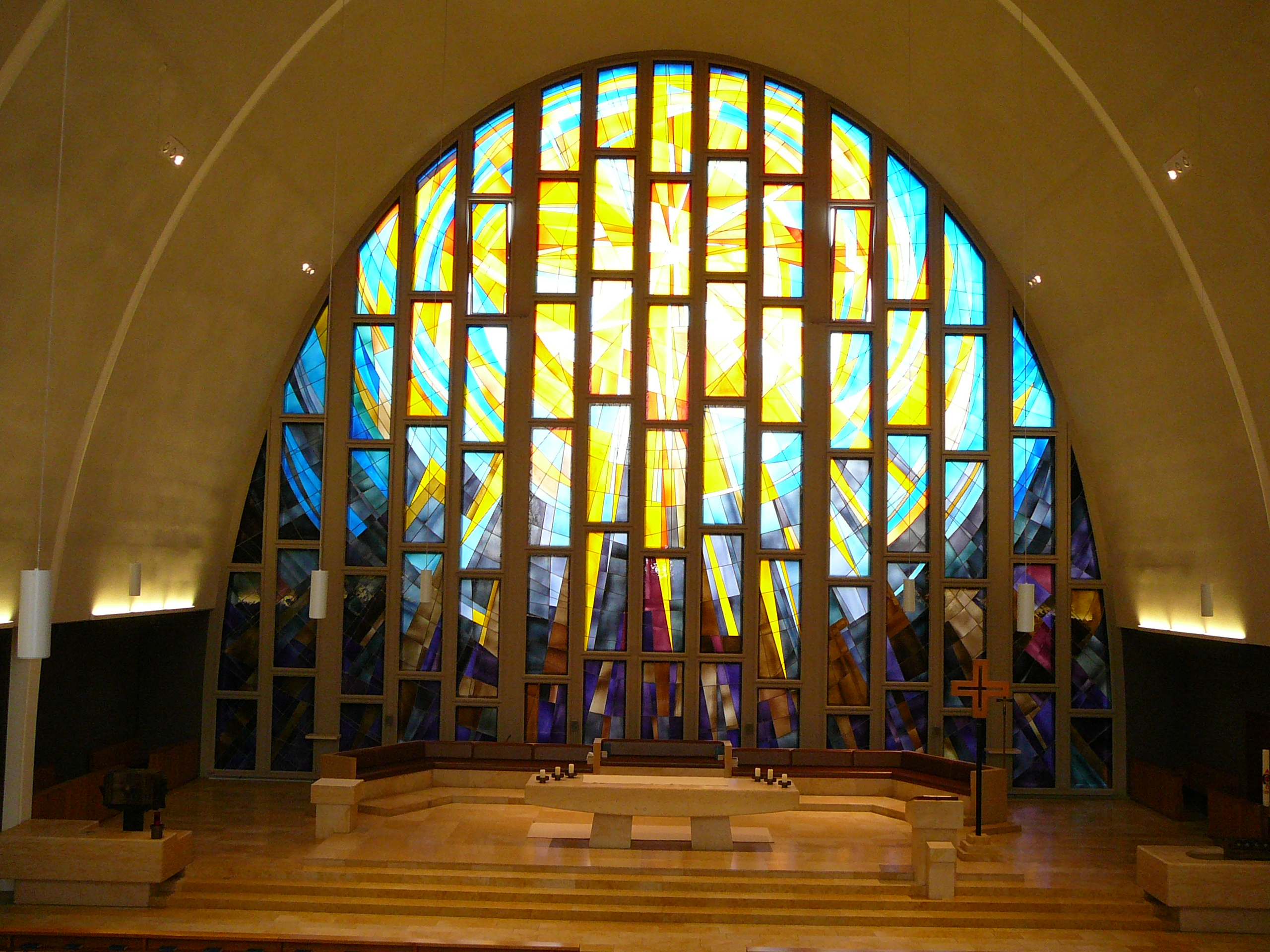
Innenansicht mit dem Glasfenster von Fra Roberto Pasotti

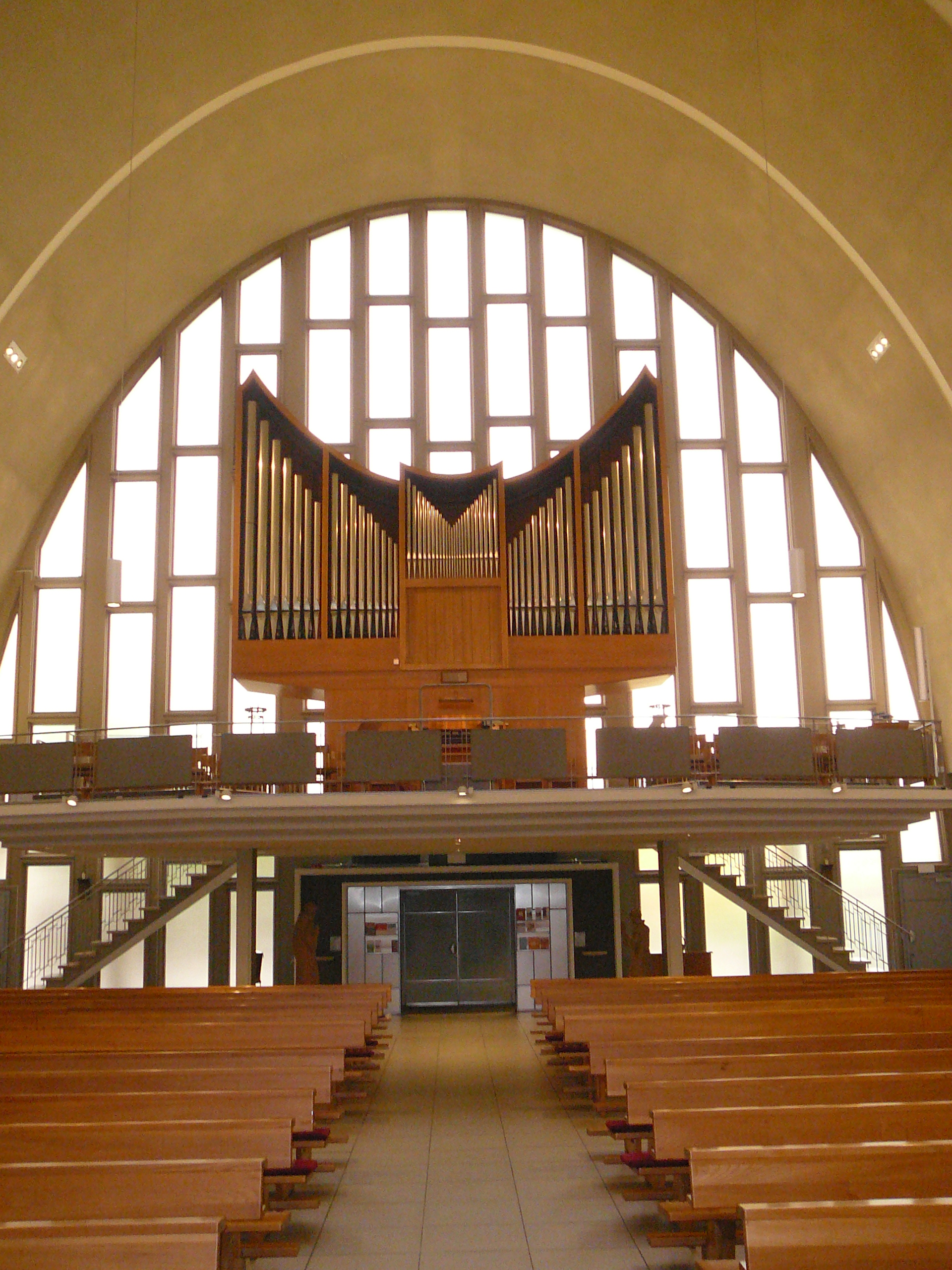
Blick zur Orgelempore

Die Kirche St. Gallus ist die römisch-katholische Pfarrkirche des Zürcher Stadtteils Schwamendingen.

## Geschichte

### Hintergründe und Gegenwart
Das einstige Bauerndorf Schwamendingen erlebte in den 1950er-Jahren einen Bauboom, durch den die Einwohnerzahl von ursprünglich 3'000 auf 34'500 im Jahre 1966 anstieg. Angelegt als Gartenstadt entstand ein traditionelles Zürcher Arbeiterquartier. In den letzten Jahren ist ein verstärkter Zuzug von Familien mit Migrationshintergrund zu verzeichnen, deren Integration die Pfarrei St. Gallus als eine ihrer Hauptaufgaben ansieht. Die Pfarrei hat 6'004 Mitglieder (Stand 2021) und ist damit nach Heilig Kreuz (Altstetten), Herz-Jesu (Wiedikon) und Maria Lourdes (Seebach) die viertgrösste römisch-katholische Kirchgemeinde der Stadt Zürich.

### Baugeschichte
Die Mutterpfarrei von Schwamendingen, die benachbarte Pfarrei Herz Jesu Oerlikon, reagierte auf die Bevölkerungszunahme in Schwamendingen nach dem Zweiten Weltkrieg, indem sie in Schwamendingen eine erste kleine Kirche errichten lassen wollte. 1947 projektierte hierfür das Architekturbüro H. Koellas Erben eine Notkapelle aus Holz, die von den Stadtbehörden jedoch nicht bewilligt wurde, da das Quartier mit den bereits errichteten Siedlungen Mattenhof und Sunnige Hof an der Dübendorferstrasse Mustercharakter für den damaligen Städtebau besass und der Entwurf der Holzkirche „ästhetisch unbefriedigend … und einen Baracken ähnlichen Eindruck“ machte. Deshalb beauftragte die Pfarrei Herz Jesu Oerlikon den Architekten Fritz Metzger, eine Kapelle aus Stein zu errichten. Dieser baute einen schlichten, zweigeschossigen Bau mit flachem Satteldach samt Dachreiter für eine Glocke. Die Kapelle wurde am 22. Oktober 1950 vom Bischof von Chur, Christian Caminada, zu Ehren des Hl. Gallus eingeweiht.
Für den Aufbau der Pfarrei St. Gallus entsandte der Bischof den als Bettelprälat schweizweit bekannt gewordenen Franz Höfliger nach Schwamendingen. Höflinger hatte bereits beim Aufbau der Pfarreien Liebfrauen Hinwil und St. Verena Stäfa wertvolle Dienste geleistet. Per Dekret vom 12. Dezember 1950 trennte der Bischof das Gebiet der heutigen Pfarrei St. Gallus von der Pfarrei Herz-Jesu Oerlikon ab und ernannte es zu einer eigenständigen Pfarrei. Wegen der rasch wachsenden Bevölkerungszahl genügte das Platzangebot der ersten Kirche bald schon nicht mehr, sodass der zwischen 1949 und 1966 als erster Pfarrer von Schwamendingen amtierende Franz Höfliger auf ausgedehnten Predigtreisen das nötige Geld für den Bau der heutigen Kirche sammelte. Sein Nachfolger wurde Guido Kolb, der als Schriftsteller das Wirken von Franz Höfliger in seinem Buch Franz Höfliger der Bettelprälat würdigte.
Dank Spenden aus der ganzen Deutschschweiz und Sammelaktionen der Pfarrei konnte in den Jahren 1955 bis 1957 die heutige Kirche St. Gallus durch die Architekten Ferdinand Pfammatter und Walter Rieger erbaut werden. Eingesegnet wurde die heutige Kirche von dem Churer Bischof Christian Caminada am 23. Juni 1957. Die erste Kirche blieb zunächst noch erhalten und diente in den Folgejahren als Werktagskapelle. In den Jahren 1968 bis 1969 wurde an Stelle dieser ersten Kirche und des Pfarrhauses das heutige Pfarreizentrum durch Hanspeter Steiner errichtet. Am 5. Oktober 1969 wurde die Kirche St. Gallus von Bischof Johannes Vonderach feierlich geweiht.

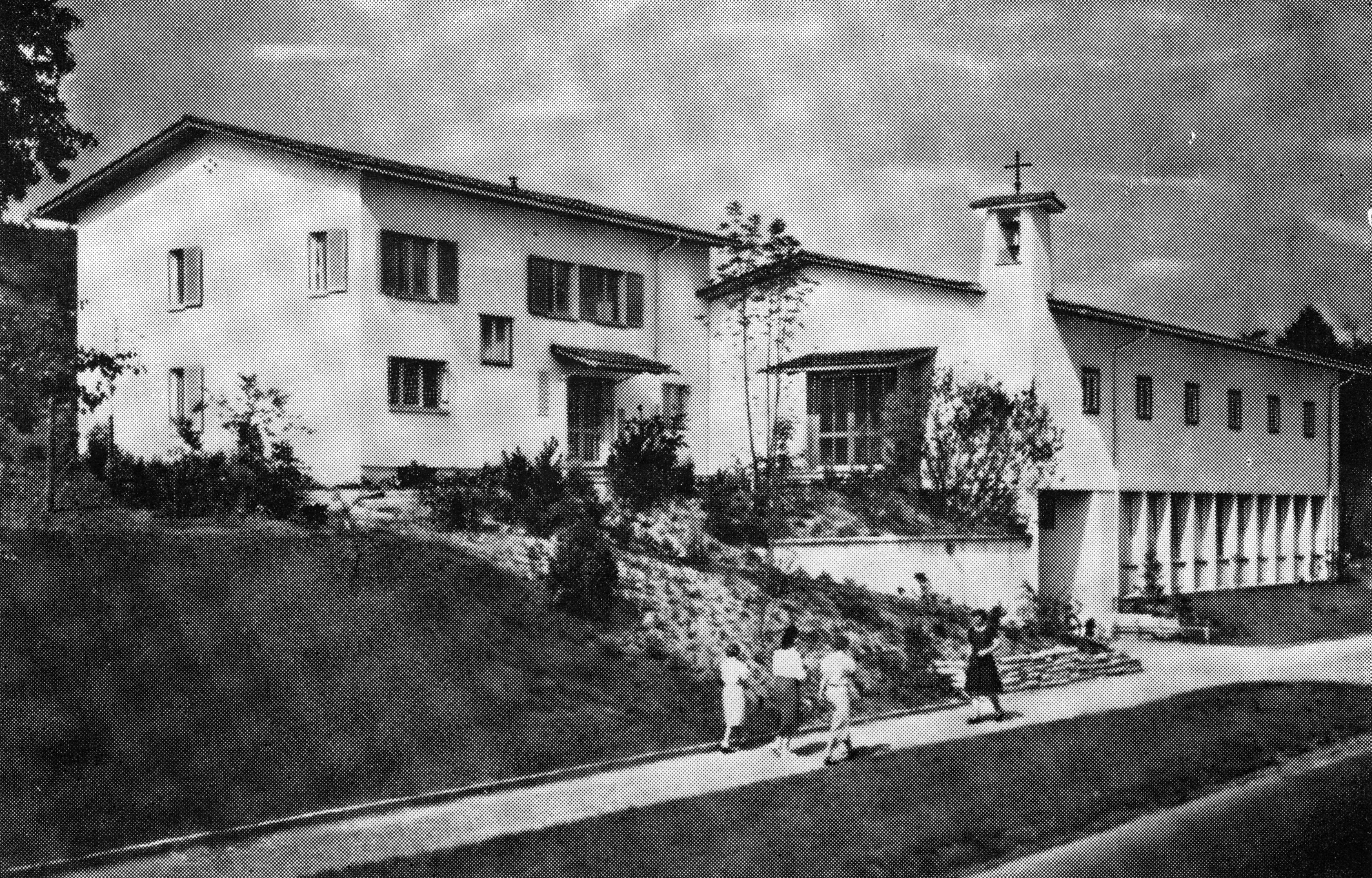
Pfarrhaus und erste Kirche St. Gallus
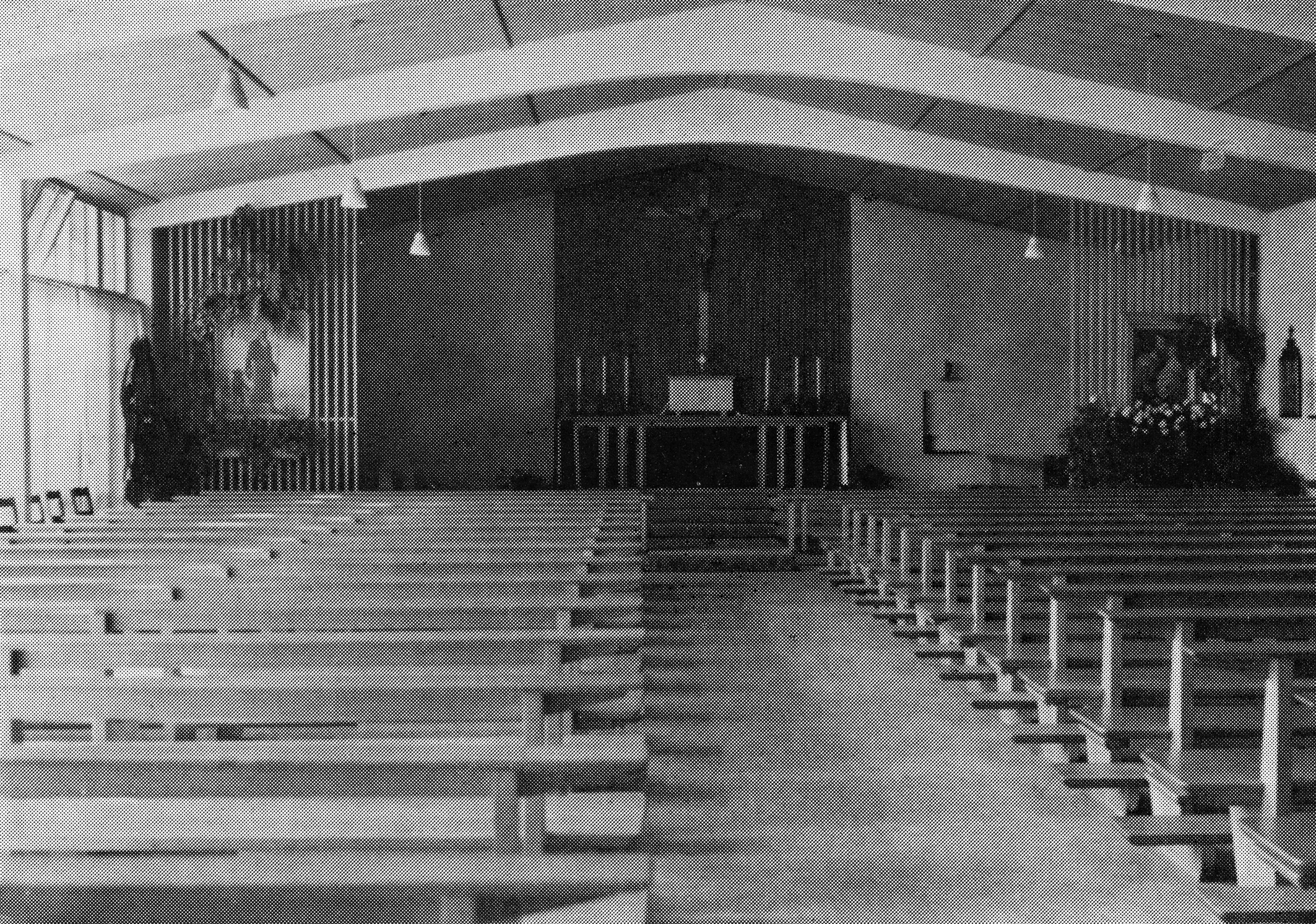
Innenansicht erste Kirche St. Gallus
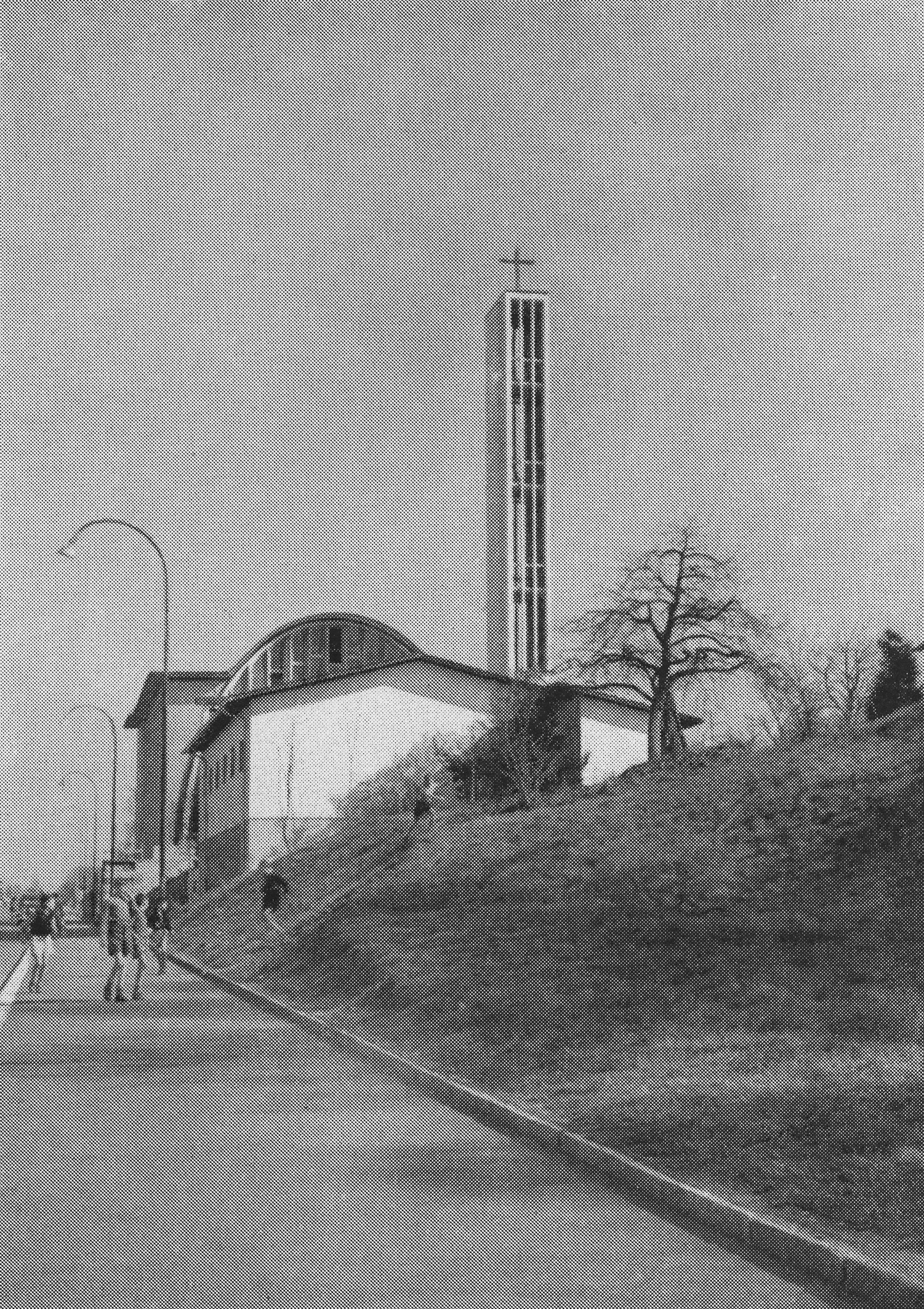
Erste Kirche (vorne) und heutige Kirche (hinten)

Im Jahr 1970 errichtete Architekt Hanspeter Steiner einen überdeckten Verbindungsgang zwischen dem neuen Pfarrhaus und der Kirche. 1971 bauten die Architekten Rudolf Mathys und Felix Marquard im Untergeschoss der Kirche, in dem sich zunächst der Pfarrsaal und Vereinsräume befunden hatten, eine Krypta sowie drei Beichträume ein. 1983 und 1987 wurden die Kirche und der Turm aussen saniert und das Pfarreizentrum erneuert. In den Jahren 2011 bis 2012 erfolgten unter der Leitung der Architektin Nadine Gerber eine Innen- und Aussensanierung der Kirche samt Krypta. Im Rahmen dieser Sanierung wurde die Kreuznische im hinteren Teil der Kirche ausgebaut und zu einer Kapelle erweitert.

### Namensgebung
Zwei Gründe haben zur Widmung der Schwamendinger Kirche an den Hl. Gallus geführt:
Zum einen sind die Anfänge der Pfarrei St. Gallus eng mit dem Wirken von Prälat Franz Höfliger (1892–1985) verbunden, der in den Jahren 1949 bis 1966 mit Gastpredigten und Sammelaktionen in der ganzen Schweiz das Geld für den Bau der Kirche sammelte. Prälat Höfliger verstand sich wie der Hl. Gallus als Missionar. Zudem stammte Höfliger aus Wollerau im schwyzerischen Bezirk Höfe, einer Gegend, durch die der aus Irland stammende Gallus einst gezogen war.
Ein zweiter Grund für die Widmung der Pfarrei an den Hl. Gallus war, dass im Quartier Oerlikon in der unmittelbaren Nachbarschaft der heutigen Pfarrkirche Herz Jesu, zu der die Pfarrei St. Gallus ursprünglich gehört hatte, im Mittelalter zwischen den Jahren 1271 und 1523 eine Galluskapelle gestanden hatte.

## Baubeschreibung
An der Dübendorfstrasse, einer Hauptachse des Quartiers Schwamendingen stehend, überragt die Kirche St. Gallus die benachbarten Gebäude mit ihrem markanten Kirchenschiff. Der Bau greift die Formensprache der Hangars vom nahegelegenen Militärflugplatz Dübendorf auf und soll damit die Offenheit und Modernität dieses Kirchbaus ausdrücken.
Der Querschnitt der Kirche zeigt eine oben fast halbkreisrunde Parabel von 16,5 Metern Höhe, die als Tonnengewölbe konstruiert für 700 bis 800 Gläubige gebaut wurde. Die Baulänge beträgt 34,5 Meter und die Breite knapp 22 Meter.

## Kirchturm und Glocken
Der 37,5 m hohe Kirchturm sollte ursprünglich direkt an die Dübendorfstrasse gebaut werden, wodurch der Standort der Kirche noch besser sichtbar gewesen wäre. Der Regierungsrat des Kantons Zürich stimmte diesem Bauvorhaben jedoch nicht zu. Deshalb wurde der freistehende Turm auf der Bergseite der Kirche südwestlich der Kirchenfront erbaut.
Am 15. Mai 1960 wurden die von H. Rüetschi, Aarau gegossenen Bronzeglocken vom St. Galler Bischof Joseph Hasler geweiht. Die Tonhöhe der Glocken wurde auf das Geläut der nahe gelegenen reformierten Kirche Schwamendingen abgestimmt.
| Nummer | Gewicht | Durchmesser | Ton | Widmung        |
| ------ | ------- | ----------- | --- | -------------- |
| 1      | 4100 kg | 193 cm      | As  | Dreifaltigkeit |
| 2      | 2100 kg | 154 cm      | C   | Muttergottes   |
| 3      | 1220 kg | 129 cm      | es  | St. Gallus     |
| 4      | 880 kg  | 116 cm      | f   | Hl. Johannes   |
| 5      | 250 kg  | 96 cm       | as  | Schutzengel    |

Anlässlich der Sanierung der Kirche im Jahr 2012 wurde der Kirchturm erdbebensicher gemacht und mit einer Turmuhr versehen.

## Ausstattung

### Altarraum
Der Altarraum der Kirche wurde 1969/1970 an die Vorgaben der Konstitution über die heilige Liturgie des Zweiten Vatikanischen Konzils angepasst. Nach Plänen des Bildhauers Albert Wider, Widnau SG wurde der Altar von seiner ursprünglichen Position an der Chorwand der Kirche in die Mitte des Altarraumes verschoben und auf beiden Seiten verkürzt. Hinter dem Altar befindet sich eine leicht gebogene Sitzgruppe für das Ministerium. Links des Altares wurde der Tabernakel nahe zum Volk gesetzt, um Gebete in der Nähe des Allerheiligsten zu ermöglichen. Rechts vom Altar befindet sich der Ambo und am rechten Ende des Altarraumes steht der Taufbrunnen.
In den Altar wurde eine Reliquie des Hl. Fidelis von Sigmaringen eingelassen. Passend zum ursprünglichen Altar der Kirche schuf Albert Wider ebenfalls aus Juramarmor den Ambo, den Taufstein und den Sockel des Tabernakels. Die Symbole auf dem Bronze-Tabernakel stehen für Christus (Kreuz), die Gottheit (Kugel) und das Ewige (Kreiselemente). Auf der Rückseite des Tabernakels verweisen die drei Kugelsegmente auf die Trinität. Das Becken des Taufbrunnens diente früher als Seitenaltar und wurde von Albert Wider umgearbeitet. Die sieben Wasserstrahlen symbolisieren die siebenfache Wirkung der Taufe auf die menschliche Seele. Der Ständer für die Osterkerze ist mit dem Taufbrunnen verbunden und zeigt so den Zusammenhang von Taufe und Ostergeschehen. Im Jahr 2016 gestaltete Holzbildhauer Reto Odermatt, Flüeli-Ranft, neben dem Taufbrunnen eine farbig gefasste Holzplastik in Form einer Wolke, aus der drei Strahlen zum stilisierten Wasser niedersteigen.
Ein weiteres Gestaltungselement der Kirche sind die drei aus Holz geschnitzten Statuen des Kirchenpatrons St. Gallus, des Hl. Antonius und Marias als Mutter Gottes. Standen die Skulpturen des St. Gallus und der Muttergottes bis zur Kirchenrenovation 2012 im vorderen Teil der Kirche, so befinden sich nun der Hl. Antonius und St. Gallus unter der Orgelempore und die Muttergottes-Statue wurde in der neu gestalteten Kreuznische aufgestellt. Alle drei Werke stammen von Beat Gasser, Lungern.

### Kirchenfenster
Das erste farbige Glaselement der Kirche stellt der von Paul Monnier gestaltete Kreuzweg dar, der als Glasbetonfenster auf der rechten Seite der Kirchenwand im Fensterband eingelassen wurde. Dieses Kunstwerk wurde am 23. Februar 1958 eingesegnet.
Anlässlich des 30-jährigen Bestehens der Kirche wurde im Jahr 1987 das Buntglasfenster an der Chorwand der Kirche eingebaut. Die Fensterfront ist 18 Meter breit und 16 Meter hoch. Die Betonraster bilden 76 Segmente, deren Fläche rund 260 m² misst. In Anlehnung an die Rosette gotischer Kathedralen zeigt das Buntglasfenster eine runde, helle Mitte, in der das Kreuz Christi verborgen aufleuchtet. Von dieser Mitte brechen Lichtstrahlen in die blauen Aussenflächen aus. Entworfen wurde das Buntglasfenster vom Kapuziner Fra Roberto Pasotti aus dem Kloster Bigorio. Die Kunstglaser Georg und Stefan Mathies, St. Gallen, führten es aus.
Die beiden grossen Fensterflächen der Front- und Chorwand bestanden ursprünglich aus farblosen Fenstern. Ihr Betongitterwerk – ein typisches Gestaltungsmerkmal der Architekten Pfammatter und Rieger – wurde vom ursprünglichen Terrazzoboden in seiner Kleinteiligkeit aufgenommen. Dieser ursprüngliche Raumeindruck wurde durch den Einbau eines grau-beigen Bodens mit quadratischen Fliesen und dem monumentalen Chorfenster aufgehoben.

### Kreuznische

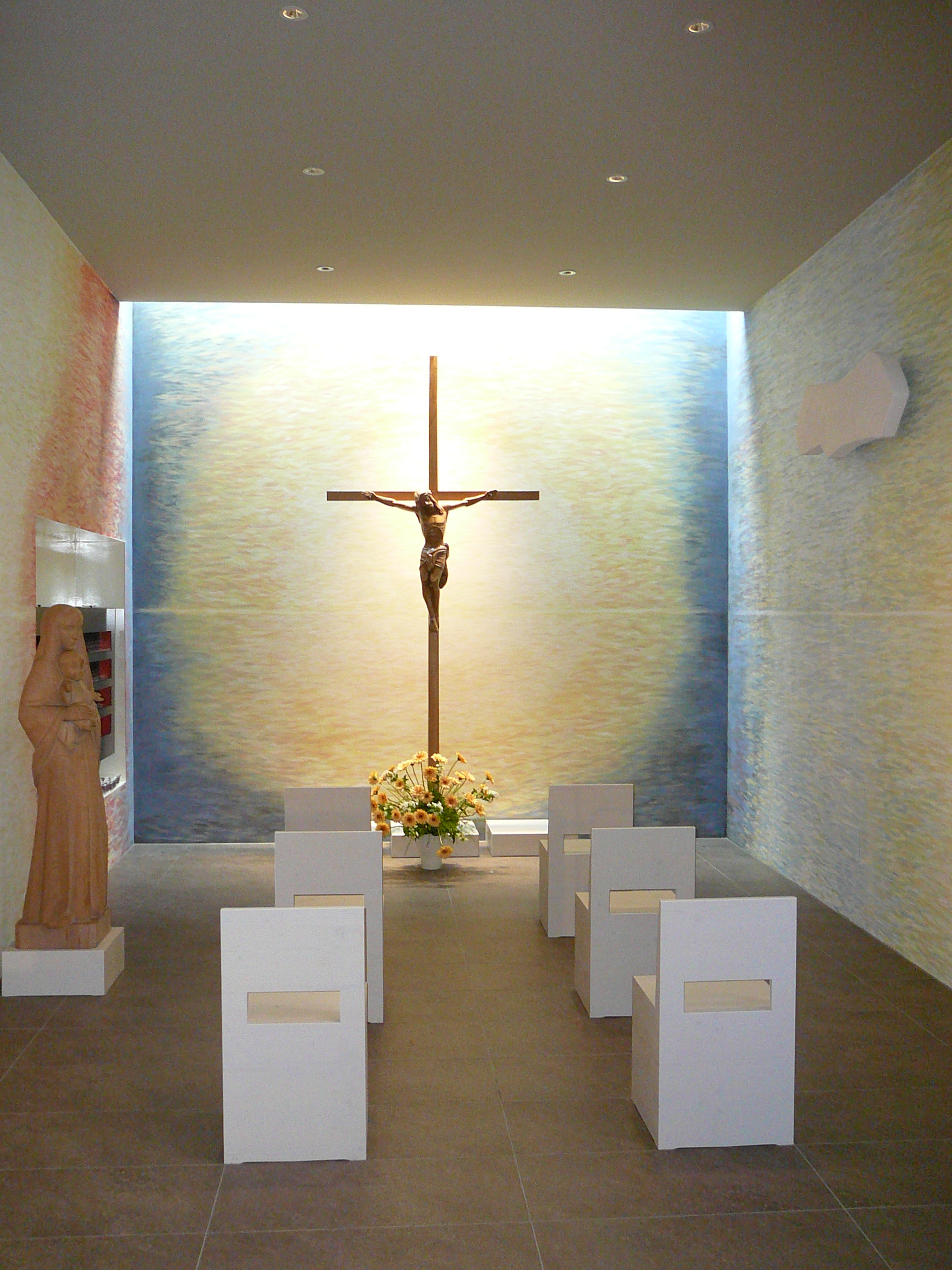
Kreuznische von Alois Spichtig

Während der Innenrenovation der Kirche im Jahr 1992 wurde rechts vom Eingangsbereich eine Kreuznische eingerichtet. Auf einem hellen Kreis an der sonst dunkelgrau gehaltenen Wandfläche wurde ein Kreuz mit Corpus angebracht. Links vom Kreuz standen die letzten Worte Christi, rechts ein Gebet zum gekreuzigten Heiland.
Bei der Sanierung der Kirche im Jahr 2012 wurde auch die gesamte Haustechnik erneuert. Für die Lüftung der Kirche waren bauliche Anpassungen nötig. In der Folge dieser Baumassnahmen wurde auch die Kreuznische ausgebaut und zu einer Kapelle erweitert. Der Entwurf zur Neugestaltung der Kreuznische stammt von Alois Spichtig, Sachseln. Die Kunstmalerarbeiten führte Franz Bucher aus.
In der Kreuznische steht an der linken Seitenwand eine Madonna mit Kind, die bis zur Renovation der Kirche im Chorbereich der Kirche stand. Durch diese Marienstatue in der Kapelle wird es den Betenden möglich, ihre Anliegen aus nächster Nähe an die Muttergottes zu richten. Das Zentrum der Kreuznische bildet das Kruzifix mit Corpus, das sich auch schon vor der Sanierung an dieser Stelle befunden hatte.
Durch die Farbgestaltung der Kapelle wird die zentralen Bedeutung des Kruzifixes für den christlichen Glauben hervorgehoben. Das Kreuz steht auf einem weissen Podest, das links und rechts von zwei weiteren, leeren Podesten flankiert wird. Die Betenden werden eingeladen, sich in Gedanken auf die leeren Podeste neben das Kreuz zu stellen und so gleichsam den Platz von Maria und Johannes unter dem Kreuz einzunehmen. An der rechten Seitenwand der Kreuznische befindet sich eine als Relief gearbeitete Wolke, Zeichen der nahenden Auferstehung Christi.

### Orgel

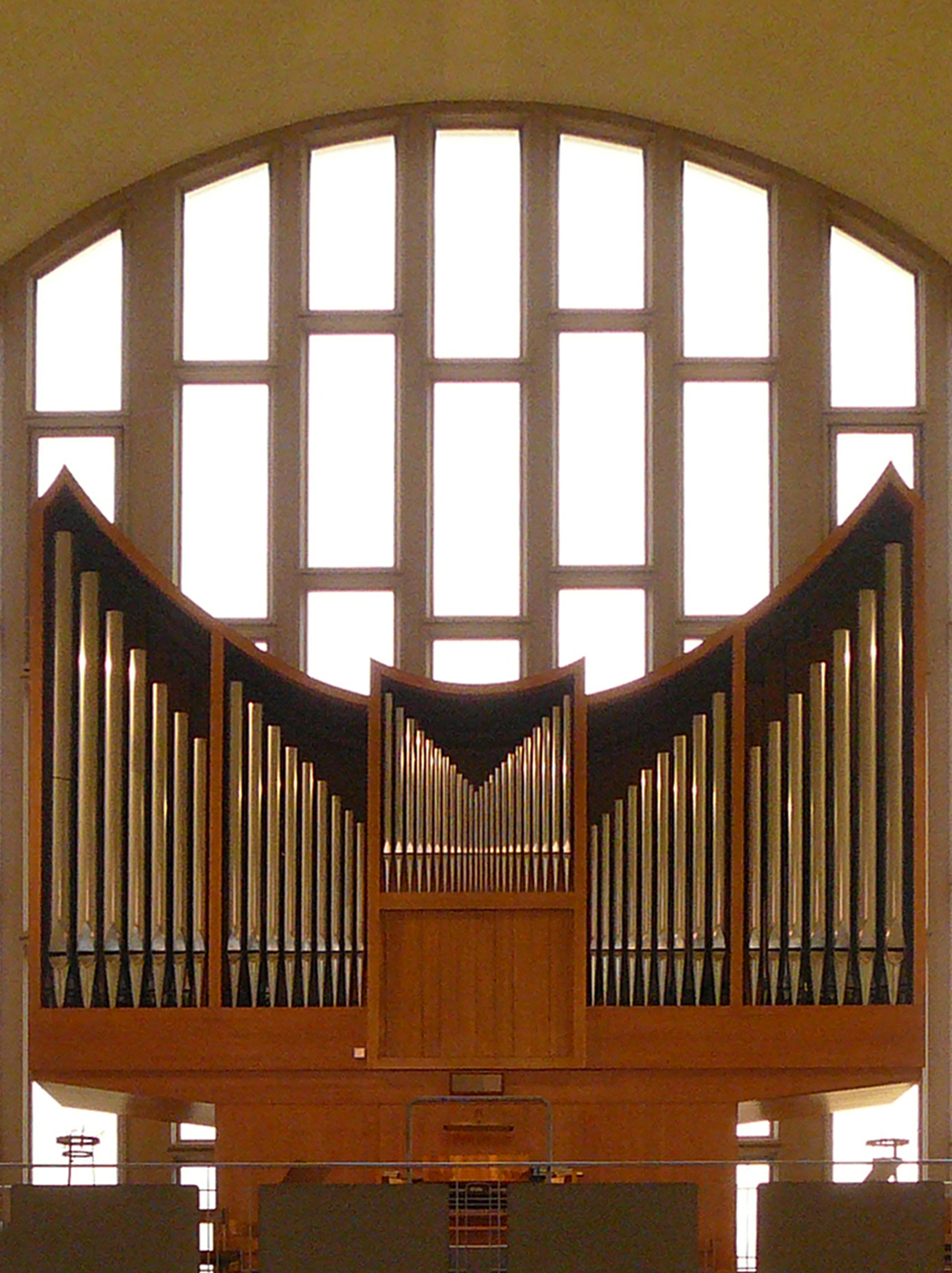
Die Späth-Orgel von 1970

Eine erste Orgel für die Kirche wurde im Jahr 1957 angeschafft. Es war ein Instrument der Orgelbaufirma Kuhn, Männedorf, aus dem Jahr 1887. Es hatte 13 Register und stand ursprünglich in der reformierten Kirche in Davos. Später fand das Instrument in der reformierten Kirche in Jenaz Verwendung, von wo es nach Schwamendingen gelangte. 1970 wurde es ersetzt.
Von Späth Orgelbau, Rapperswil SG, wurde die heutige Orgel erbaut und am 14. Juni 1970 eingeweiht. In Zusammenarbeit mit Albert Wider, Widnau SG, gestaltete die Orgelbauwerkstatt den Prospekt, der die Parabelbogen der Kirchendecke aufnimmt. Die Orgel enthält 36 Register auf drei Manualen und Pedal mit 2697 Pfeifen.
Disposition:
| I Hauptwerk C–g3 |       |
| Ged. Pommer      | 16′   |
| Principal        | 8′    |
| Koppelflöte      | 8′    |
| Spitzgambe       | 8′    |
| Oktave           | 4'    |
| Nachthorn        | 4′    |
| Nasat            | 2 ⁄3′ |
| Oktave           | 2′    |
| Mixtur IV–V      | 1 ⁄3′ |
| Kornett          | 8′    |
| Trompete         | 8′    |

| II Brustwerk (schwellbar) C–g3 |       |
| Holzgedackt                    | 8′    |
| Suavial                        | 4′    |
| Kleingedackt                   | 4′    |
| Prinzipal                      | 2′    |
| Quinte                         | 1 ⁄3′ |
| Sifflöte                       | 1′    |
| Zimbel                         | 1⁄2′  |
| Oboe                           | 8′    |

| III Oberwerk C–g3 |       |
| Bleigedackt       | 8′    |
| Flûte harmonique  | 8′    |
| Praestant         | 4′    |
| Rohrflöte         | 4′    |
| Sesquialtera      | 2 ⁄3′ |
| Flachflöte        | 2′    |
| Scharf IV         | 1′    |
| Krummhorn         | 8′    |

| Pedal C–f1    |       |
| Principal     | 16′   |
| Untersatz     | 16′   |
| Oktave        | 8′    |
| Rohrpommer    | 8′    |
| Choralbass    | 4′    |
| Hintersatz IV | 2 ⁄3′ |
| Posaune       | 16′   |
| Trompete      | 8′    |
| Zinke         | 4′    |

- Vogelsang
- gleichschwebend temperiert
- Schleifladen, mechanische Spieltraktur, elektropneumatische Registertraktur
- Koppel BW/OW elektrisch, die anderen Koppeln mechanisch
- Einzelabsteller für Zungen und Mixturen

## Krypta

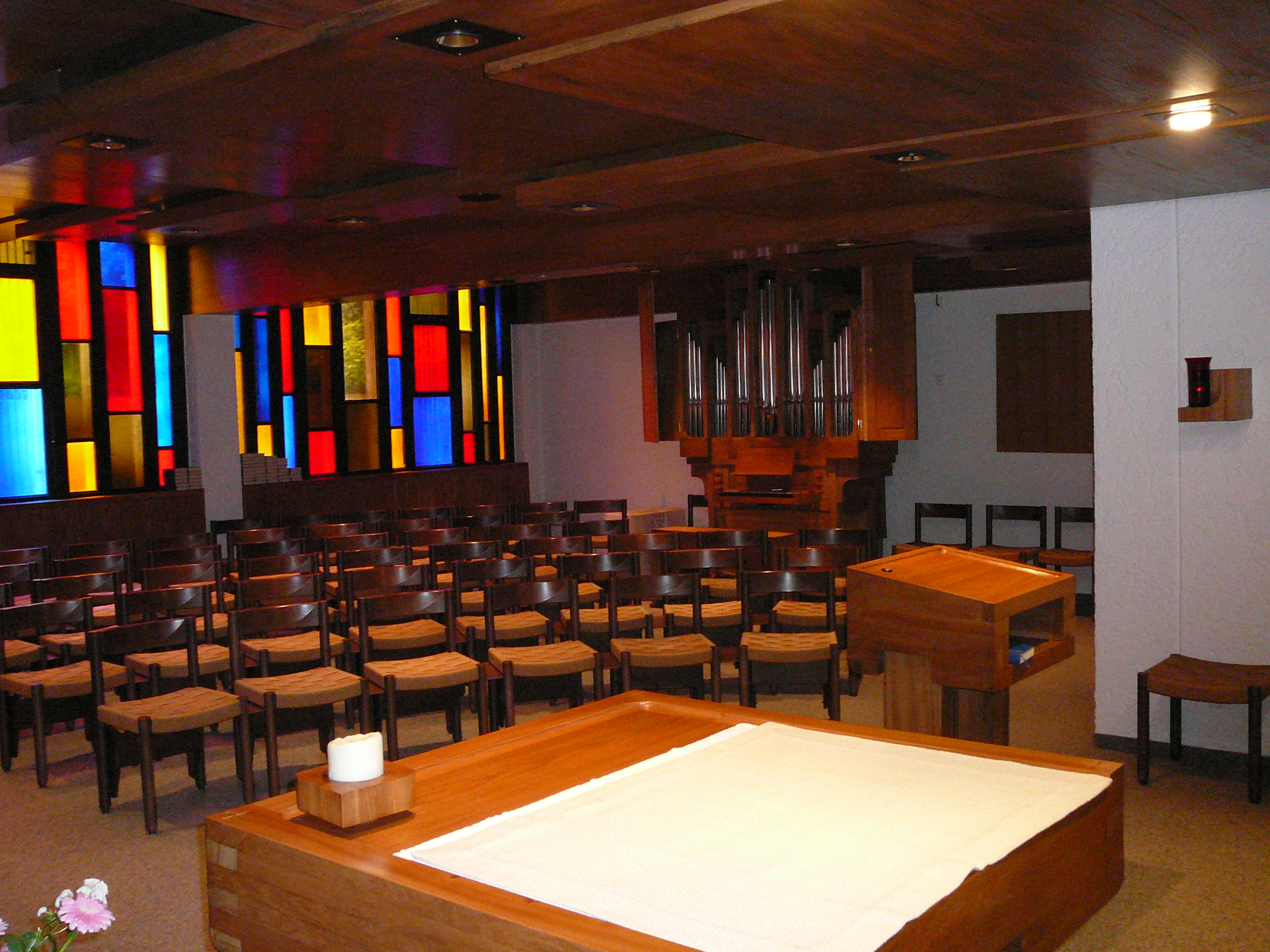
Blick in die Krypta

Als Ersatz für die 1968 abgebrochene erste Kirche, die in späteren Jahren als Werktagskapelle gedient hatte, wurde im Untergeschoss der Kirche im Jahr 1971 eine Krypta eingebaut. Im Gegensatz zur Kirche wurde diesem Raum ein «bergender Charakter» verliehen, indem viel Holz und dunkles Fensterglas Verwendung fanden. Das Konzept der Krypta stammte vom Architekten Felix Marquard. Die Madonnenstatue ist das Werk eines Einsiedler Holzschnitzers.

### Orgel
Die Orgel der Krypta wurde von der Orgelbaufirma Felsberg im Jahr 1971 geschaffen. Der Orgelprospekt nimmt die Motivik der Eingangstür zur Krypta auf.
Disposition:
| Manual    |    |
| Gedackt   | 8′ |
| Rohrflöte | 4′ |
| Prinzipal | 4′ |
| Oktave    | 2′ |
| Mixtur    | 1′ |

| Pedal   |     |
| Subbass | 16′ |

- Pedalkoppel

## Würdigung
Die Architekten Ferdinand Pfammatter und Walter Rieger, die gemeinsam bereits die Kirchen Dreikönigen (Zürich-Enge), Maria Frieden (Dübendorf) und St. Konrad (Zürich-Albisrieden) gebaut hatten, standen in der Tradition der französischen Betonarchitektur. Über die Bauten von Ferdinand Pfammatter heisst es denn auch: „Im Werk werden Erinnerungen wach an die französischen Brüder Auguste und Gustave Perret, die in den Zwanzigerjahren als Pioniere der Betonarchitektur galten.“ Mit den gotisierenden Betongitterwerken verliehen die Architekten dem modernen, nüchternen Bauwerk dekorative Akzente.
Die Kirche St. Gallus zeigt die Entwicklung der Kirchenarchitektur von den Architekten Pfammatter und Rieger hin zu einem Einheitsraum, in dem Gläubige und Seelsorger nahe beieinander Gottesdienst feiern. Während bei der zu Beginn der 1950er Jahre erbauten Kirche Dreikönigen (Zürich-Enge) noch die Längsrichtung des dreischiffigen Kirchenraums betont wird, ist bei der Kirche Maria Frieden (Dübendorf) durch die niedrig gestalteten Seitenschiffe bereits eine Konzentration auf das Mittelschiff und damit auf einen Einheitsraum erkennbar. Bei der Kirche St. Gallus wird dieser Schritt vollzogen und durch die Gestaltung des Altarraums als ungetrenntes Element des Kirchenraums zusätzlich unterstrichen.